# Ňagov
Ňagov este o comună slovacă, aflată în districtul Medzilaborce din regiunea Prešov. Localitatea se află la altitudinea de 355 m deasupra n.m., se întinde pe o suprafață de 9,65 km2 și în 2017 număra 420 de locuitori.

## Istoric
Localitatea Ňagov este atestată documentar din 1557.

## Demografie
| An:                | 1994 | 2004    | 2014   | 2024    |
| ------------------ | ---- | ------- | ------ | ------- |
| Număr de persoane: | 472  | 418     | 430    | 365     |
| Diferență:         |      | −11,44% | +2,87% | −15,11% |

| An:                | 2023 | 2024   |
| ------------------ | ---- | ------ |
| Număr de persoane: | 363  | 365    |
| Diferență:         |      | +0,55% |